# Giải vô địch bóng đá thế giới 1930 (Bảng 1)
Bảng 1 Giải vô địch bóng đá thế giới 1930 bắt đầu từ ngày 13 tháng 7 năm 1930 và kết thúc vào ngày 22 tháng 7 năm 1930. Argentina đứng đầu bảng, và giành quyền chơi trận bán kết. Chile, Pháp và México đều bị loại.

## Bảng xếp hạng
| Đội       | Trận | Thắng | Hoà | Thua | BT | BB | HS | Điểm |
| --------- | ---- | ----- | --- | ---- | -- | -- | -- | ---- |
| Argentina | 3    | 3     | 0   | 0    | 10 | 4  | +6 | 6    |
| Chile     | 3    | 2     | 0   | 1    | 5  | 3  | +2 | 4    |
| Pháp      | 3    | 1     | 0   | 2    | 4  | 3  | +1 | 2    |
| México    | 3    | 0     | 0   | 3    | 4  | 13 | −9 | 0    |

## Pháp vs México
| Pháp                                                | 4–1      | México      |
| --------------------------------------------------- | -------- | ----------- |
| L. Laurent 19' · Langiller 40' · Maschinot 43', 87' | Chi tiết | Carreño 70' |

| GK                      | 1  | Alex Thépot              |
| FB                      | 2  | Étienne Mattler          |
| FB                      | 3  | Marcel Capelle           |
| HB                      | 4  | Augustin Chantrel        |
| HB                      | 5  | Alexandre Villaplane (c) |
| HB                      | 6  | Edmond Delfour           |
| FW                      | 7  | Marcel Pinel             |
| FW                      | 8  | Lucien Laurent           |
| FW                      | 9  | André Maschinot          |
| FW                      | 10 | Ernest Libérati          |
| FW                      | 11 | Marcel Langiller         |
| Huấn luyện viên trưởng: |    |                          |
| Raoul Caudron           |    |                          |

| GK                        | 1  | Oscar Bonfiglio            |
| FB                        | 2  | Rafael Garza Gutiérrez (c) |
| FB                        | 3  | Manuel Rosas               |
| HB                        | 4  | Efraín Amézcua             |
| HB                        | 5  | Alfredo Sánchez            |
| HB                        | 6  | Felipe Rosas               |
| FW                        | 7  | Hilario López              |
| FW                        | 8  | José Ruíz                  |
| FW                        | 9  | Dionisio Mejía             |
| FW                        | 10 | Juan Carreño               |
| FW                        | 11 | Luis Pérez                 |
| Huấn luyện viên trưởng:   |    |                            |
| Juan Luque de Serrallonga |    |                            |

| Trợ lý trọng tài: Henri Christophe (Bỉ) Almeida Rêgo (Brasil) |

## Argentina vs Pháp
| Argentina | 1–0      | Pháp |
| --------- | -------- | ---- |
| Monti 81' | Chi tiết |      |

| GK                      | 1  | Ángel Bossio        |
| FB                      | 2  | José Della Torre    |
| FB                      | 3  | Ramón Muttis        |
| HB                      | 4  | Juan Evaristo       |
| HB                      | 5  | Luis Monti          |
| HB                      | 6  | Pedro Suárez        |
| FW                      | 7  | Natalio Perinetti   |
| FW                      | 8  | Francisco Varallo   |
| FW                      | 9  | Manuel Ferreira (c) |
| FW                      | 10 | Roberto Cherro      |
| FW                      | 11 | Mario Evaristo      |
| Huấn luyện viên trưởng: |    |                     |
| Juan José Tramutola     |    |                     |

| GK                      | 1  | Alex Thépot              |
| FB                      | 2  | Étienne Mattler          |
| FB                      | 3  | Marcel Capelle           |
| HB                      | 4  | Augustin Chantrel        |
| HB                      | 5  | Alexandre Villaplane (c) |
| HB                      | 6  | Edmond Delfour           |
| FW                      | 7  | Marcel Pinel             |
| FW                      | 8  | Lucien Laurent           |
| FW                      | 9  | André Maschinot          |
| FW                      | 10 | Ernest Libérati          |
| FW                      | 11 | Marcel Langiller         |
| Huấn luyện viên trưởng: |    |                          |
| Raoul Caudron           |    |                          |

| Trợ lý trọng tài: Ulises Saucedo (Bolivia) Costel Rădulescu (România) |

## Chile vs México
| Chile                                      | 3–0      | México |
| ------------------------------------------ | -------- | ------ |
| Carlos Vidal 3', 65' · M. Rosas 51' (l.n.) | Chi tiết |        |

| GK                      | 1  | Roberto Cortés          |
| FB                      | 2  | Ulises Poirier          |
| FB                      | 3  | Víctor Morales          |
| HB                      | 4  | Arturo Torres           |
| HB                      | 5  | Guillermo Saavedra      |
| HB                      | 6  | Humberto Elgueta        |
| FW                      | 7  | Tomás Ojeda             |
| FW                      | 8  | Guillermo Subiabre      |
| FW                      | 9  | Eberardo Villalobos     |
| FW                      | 10 | Carlos Vidal            |
| FW                      | 11 | Carlos Schneeberger (c) |
| Huấn luyện viên trưởng: |    |                         |
| György Orth             |    |                         |

| GK                        | 1  | Isidoro Sota               |
| FB                        | 2  | Rafael Garza Gutiérrez (c) |
| FB                        | 3  | Manuel Rosas               |
| HB                        | 4  | Efraín Amézcua             |
| HB                        | 5  | Alfredo Sánchez            |
| HB                        | 6  | Felipe Rosas               |
| FW                        | 7  | Hilario López              |
| FW                        | 8  | Roberto Gayón              |
| FW                        | 9  | José Ruíz                  |
| FW                        | 10 | Juan Carreño               |
| FW                        | 11 | Luis Pérez                 |
| Huấn luyện viên trưởng:   |    |                            |
| Juan Luque de Serrallonga |    |                            |

| Trợ lý trọng tài: Martin Aphesteguy (Uruguay) John Langenus (Bỉ) |

## Chile vs Pháp
| Chile        | 1–0      | Pháp |
| ------------ | -------- | ---- |
| Subiabre 65' | Chi tiết |      |

| GK                      | 1  | Roberto Cortés          |
| FB                      | 2  | Ernesto Chaparro        |
| FB                      | 3  | Guillermo Riveros       |
| HB                      | 4  | Arturo Torres           |
| HB                      | 5  | Guillermo Saavedra      |
| HB                      | 6  | Casimiro Torres         |
| FW                      | 7  | Tomás Ojeda             |
| FW                      | 8  | Guillermo Subiabre      |
| FW                      | 9  | Eberardo Villalobos     |
| FW                      | 10 | Carlos Vidal            |
| FW                      | 11 | Carlos Schneeberger (c) |
| Huấn luyện viên trưởng: |    |                         |
| György Orth             |    |                         |

| GK                      | 1  | Alex Thépot              |
| FB                      | 2  | Marcel Capelle           |
| FB                      | 3  | Étienne Mattler          |
| HB                      | 4  | Augustin Chantrel        |
| HB                      | 5  | Célestin Delmer          |
| HB                      | 6  | Alexandre Villaplane (c) |
| FW                      | 7  | Ernest Libérati          |
| FW                      | 8  | Edmond Delfour           |
| FW                      | 9  | Marcel Pinel             |
| FW                      | 10 | Emile Veinante           |
| FW                      | 11 | Marcel Langiller         |
| Huấn luyện viên trưởng: |    |                          |
| Raoul Caudron           |    |                          |

| Trợ lý trọng tài: Domingo Lombardi (Uruguay) Almeida Rêgo (Brasil) |

## Argentina vs México
| Argentina                                             | 6–3      | México                                |
| ----------------------------------------------------- | -------- | ------------------------------------- |
| Stábile 8', 17', 80' · Zumelzú 12', 55' · Varallo 53' | Chi tiết | M. Rosas 42' (ph.đ.), 65' · Gayón 75' |

| GK                      | 1  | Ángel Bossio          |
| FB                      | 2  | José Della Torre      |
| FB                      | 3  | Fernando Paternoster  |
| HB                      | 4  | Alberto Chividini     |
| HB                      | 5  | Adolfo Zumelzú        |
| HB                      | 6  | Rodolfo Orlandini     |
| FW                      | 7  | Carlos Peucelle       |
| FW                      | 8  | Francisco Varallo     |
| FW                      | 9  | Guillermo Stábile (c) |
| FW                      | 10 | Attilio Demaría       |
| FW                      | 11 | Carlos Spadaro        |
| Huấn luyện viên trưởng: |    |                       |
| Juan José Tramutola     |    |                       |

| GK                        | 1  | Oscar Bonfiglio            |
| FB                        | 2  | Rafael Garza Gutiérrez (c) |
| FB                        | 3  | Manuel Rosas               |
| HB                        | 4  | Felipe Olivares            |
| HB                        | 5  | Alfredo Sánchez            |
| HB                        | 6  | Raymundo Rodríguez         |
| FW                        | 7  | Francisco Garza Gutiérrez  |
| FW                        | 8  | Felipe Rosas               |
| FW                        | 9  | Hilario López              |
| FW                        | 10 | Roberto Gayón              |
| FW                        | 11 | Juan Carreño               |
| Huấn luyện viên trưởng:   |    |                            |
| Juan Luque de Serrallonga |    |                            |

| Trợ lý trọng tài: Gualberto Alonso (Uruguay) Costel Rădulescu (România) |

## Argentina vs Chile
| Argentina                          | 3–1      | Chile        |
| ---------------------------------- | -------- | ------------ |
| Stábile 12', 13' · M. Evaristo 51' | Chi tiết | Subiabre 15' |

| GK                      | 1  | Ángel Bossio         |
| FB                      | 2  | José Della Torre     |
| FB                      | 3  | Fernando Paternoster |
| HB                      | 4  | Juan Evaristo        |
| HB                      | 5  | Luis Monti           |
| HB                      | 6  | Rodolfo Orlandini    |
| FW                      | 7  | Carlos Peucelle      |
| FW                      | 8  | Francisco Varallo    |
| FW                      | 9  | Guillermo Stábile    |
| FW                      | 10 | Manuel Ferreira (c)  |
| FW                      | 11 | Mario Evaristo       |
| Huấn luyện viên trưởng: |    |                      |
| Juan José Tramutola     |    |                      |

| GK                      | 1  | Roberto Cortés         |
| FB                      | 2  | Ernesto Chaparro       |
| FB                      | 3  | Víctor Morales         |
| HB                      | 4  | Arturo Torres          |
| HB                      | 5  | Guillermo Saavedra (c) |
| HB                      | 6  | Casimiro Torres        |
| FW                      | 7  | Guillermo Arellano     |
| FW                      | 8  | Guillermo Subiabre     |
| FW                      | 9  | Eberardo Villalobos    |
| FW                      | 10 | Carlos Vidal           |
| FW                      | 11 | Juan Aguilera          |
| Huấn luyện viên trưởng: |    |                        |
| György Orth             |    |                        |

| Trợ lý trọng tài: Henri Christophe (Bỉ) Ulises Saucedo (Bolivia) |